# 西奧福克足球俱樂部
西奧福克足球俱樂部（Bodajk FC Siofok）是匈牙利的一家足球俱樂部。主場位於西奧福克。球隊參加匈牙利乙級足球聯賽的賽事。

## 外部連結
- Official Website （页面存档备份，存于） （匈牙利文）
- Detailed international matches list （页面存档备份，存于）